# Wera Engels
Pour les articles homonymes, voir Engels (homonymie).
Wera Engels (ou Vera Engels, née le 12 mai 1904, ou 1909, à Kiel, morte le 16 novembre 1988 à Munich) est une actrice allemande.

## Biographie
Après avoir obtenu des premiers rôles dans les productions des studios UFA à Babelsberg ainsi qu'en Angleterre et en France, elle est invitée à Hollywood, où les producteurs voient en elle une alternative à Greta Garbo ou Marlene Dietrich. Elle est sous contrat avec RKO, et est amie avec l'actrice Mary Pickford. En 1935 elle retourne en Allemagne. De retour à Hollywood, elle a une liaison avec Gary Cooper, mais se marie avec l'acteur Ivan Lebedeff.
Elle meurt en 1988 à Munich où elle est incinérée.

## Filmographie
- 1926 : Fighting the White Slave Traffic
- 1927 : La Traite des Blanches (Mädchenhandel - Eine internationale Gefahr) de Jaap Speyer
- 1928 : Das Spreewaldmädel
- 1931 : Kinder des Glücks d'Alexander Esway
- 1931 : Le Parfum de la dame en noir de Marcel L'Herbier
- 1931 : L'Anglais tel qu'on le parle de Robert Boudrioz
- 1933 : Le Fascinateur (The Great Jasper) de J. Walter Ruben
- 1935 : The Great Impersonation d'Alan Crosland
- 1936 : Stjenka Rasin
- 1937 : On parle de Jacqueline (en) (Man spricht über Jacqueline) de Werner Hochbaum